# V. Theobald, Blois grófja
V. Theobald (1130 – 1191. január 20.) Blois grófja volt 1152-től haláláig.

## Élete
II. Theobald champagne-i gróf, aki IV. Theobald néven Blois grófja volt és Karintiai Matild második fiaként született 1130-ban.
Apja 1152-es halálával ő lett V. Theobald néven Blois grófja, bátyja, I. Henrik pedig Champagne grófja lett.
Miután gróf lett, bátyjával, Henrikkel számos más nemességhez csatlakoztak, hogy ellenálljanak II. Fülöp francia királynak. Ám Theobald kibékült Fülöppel és támogatta őt a harmadik keresztes hadjáratbán.
Theobald 1191-ben Akkon ostroma alatt megbetegedett és meghalt. Fia, I. Lajos lett a következő gróf.

## Házassága
Első felesége Sybil of Chateaurenault volt, majd 1164-ben vette feleségül VII. Lajos francia király lányát, Franciaországi Alizt. Nekik közösen hét gyermekük született:
- Theobald, kisgyermekkorában elhunyt
- Fülöp, kisgyermekkorában elhunyt
- Henrik, kisgyermekkorában elhunyt
- Lajos, Blois grófja
- Aliz, Fontevrault apátnője
- Margit, Blois grófnője, feleségül ment II. Valter avesnes-i úrhoz
- Izabella, feleségül ment II. János, Oisy és Montreuil urához